# Margarito Ramírez
Margarito Ramírez Miranda (Atotonilco el Alto, 2 februari 1891 - Mexico-Stad, 2 februari 1979) was een Mexicaans politicus.
In zijn jeugd was hij werkzaam bij de spoorwegen. Via de spoorwegen raakt hij betrokken bij de Mexicaanse Revolutie, en weet op te klimmen tot divisie-intendent. Na de proclamatie van het Plan van Agua Prieta wist hij de opstandige generaal Álvaro Obregón verkleed als spoorwegmedewerker Mexico-Stad uit te smokkelen. In 1927 werd hij door Obregón aangewezen tot interim-gouverneur van Jalisco. Ramírez was senator van 1932 tot 1936. Van 1936 tot 1937 was hij directeur van de gevangenis van de Islas Marías en werd vervolgens algemeen directeur van de spoorwegen. Tijdens die periode kreeg hij voortdurend te maken met stakingen en onlusten.
In 1944 werd hij aangewezen als gouverneur van het territorium Quintana Roo. Ramírez trad nauwelijks op toen Quintana Roo in 1955 werd getroffen door Orkaan Janet waarbij de stad Chetumal bijna volledig van de kaart werd geveegd.
- International Standard Name Identifier: 0000 0000 3363 3964
- Library of Congress Control Number: n82026279
- Système universitaire de documentation: 225848473
- Virtual International Authority File: 48100777
- WorldCat: E39PBJwhy8C7fdH6yCjxkWDwmd